# Mordāb Bon
Mordāb Bon (persiska: مرداب بن) är en ort i Iran.   Den ligger i provinsen Gilan, i den norra delen av landet, 190 km nordväst om huvudstaden Teheran. Antalet invånare är 176.
Terrängen runt Mordāb Bon är platt åt nordost, men åt sydväst är den kuperad. Runt Mordāb Bon är det ganska tätbefolkat, med 134 invånare per kvadratkilometer. Närmaste större samhälle är Langarud, 15,7 km nordväst om Mordāb Bon. Trakten runt Mordāb Bon består till största delen av jordbruksmark.